# لاري كروفورد (لاعب كرة قاعدة)
لاري كروفورد (بالإنجليزية: Larry Crawford)‏ هو لاعب كرة قاعدة أمريكي، ولد في 27 يوليو 1928 في Swissvale, Pennsylvania ‏ في الولايات المتحدة، وتوفي في 20 ديسمبر 1994 في هانوفر في الولايات المتحدة.

## وصلات خارجية
- لاري كروفورد على موقع دوري كرة القاعدة الرئيسي (الإنجليزية)
- لاري كروفورد على موقعبيزبول رفرنس.كوم (الدوري الرئيسي) (الإنجليزية)
- لاري كروفورد على موقعبيزبول رفرنس.كوم (الدوري الثانوي) (الإنجليزية)